# Аскинский сельсовет
Аскинский сельсовет — административно-территориальная единица и муниципальное образование в Аскинском районе Республики Башкортостан Российской Федерации.

## История
Законом «О границах, статусе и административных центрах муниципальных образований в Республике Башкортостан» муниципальное образование наделено статусом сельского поселения.
В 2008 году Аскинский сельсовет объединили с Бурминским и Куяштырском сельсоветами.
Закон Республики Башкортостан от 19.11.2008 № 49-з «Об изменениях в административно-территориальном устройстве Республики Башкортостан в связи с объединением отдельных сельсоветов и передачей населённых пунктов», ст.1, п. 4 гласит:
 "Внести следующие изменения в административно-территориальное устройство Республики Башкортостан:
 д) Объединить Аскинский, Бурминский и Куяштырский сельсоветы с сохранением наименования «Аскинский» с административным центром в селе Аскино. Включить село Новая Бурма, деревни Верхненикольское, Талог, Тюйск Бурминского сельсовета, село Куяштыр Куяштырского сельсовета в состав Аскинского сельсовета. 
Утвердить границы Аскинского сельсовета согласно представленной схематической карте. 
Исключить из учётных данных Бурминский, Маталинский и Куяштырский сельсоветы;

## Население
| 2002  | 2009  | 2010  | 2012  | 2013  | 2014  | 2015  |
| ----- | ----- | ----- | ----- | ----- | ----- | ----- |
| 8768  | ↘8181 | ↗8402 | ↘8203 | ↘8100 | ↘8003 | ↗8051 |
| 2016  | 2017  |       |       |       |       |       |
| ↗8055 | ↗8093 |       |       |       |       |       |

## Состав сельского поселения
| №  | Населённый пункт | Тип населённого пункта       | Население |
| -- | ---------------- | ---------------------------- | --------- |
| 1  | Аскино           | село, административный центр | ↗7704     |
| 2  | Куяштыр          | село                         | ↘322      |
| 3  | Новые Багазы     | деревня                      | ↘277      |
| 4  | Тульгузбаш       | деревня                      | ↘265      |
| 5  | Тюйск            | деревня                      | ↘257      |
| 6  | Новая Бурма      | село                         | ↘189      |
| 7  | Барахаевка       | деревня                      | ↘124      |
| 8  | Талог            | деревня                      | ↘26       |
| 9  | Большое Озеро    | деревня                      | ↘15       |
| 10 | Верхненикольское | деревня                      | ↘9        |